# باربرا دي ريغيل
كلوديا باربرا دي ريغيل ألفارو (ولدت في مكسيكو سيتي، المكسيك في 5 يونيو عام 1987) المعروفة باسم باربرا دي ريغيل  (بالإسبانية: Bárbara De Regil) ، هي ممثلة مكسيكية. بدأت مسيرتها الفنية عام 2011 ، و اشتهرت بدورها البطولي في مسلسل "Rosario Tijeras" الذي عُرض بين عامي 2016 و 2019 ، و هو النسخة المكسيكية من المسلسل الكولومبي الشهير الذي يحمل نفس الاسم. 

## الحياة الشخصية
ولدت دي ريغيل في المكسيك و هي من أصل لبناني. و هي ابنة عم المذيع و المقدم المكسيكي ماركو أنطونيو ريغيل. أنجبت ابنتها الوحيدة مار دي ريغيل عندما كانت في الخامسة عشرة من عمرها. في عام 2017 ، تزوجت من المحامي ومطور العقارات فرناندو شوينوالد.